# Euphorbia margalidiana
Euphórbia margalidiána (лат.) — вид двудольных растений рода Молочай (Euphorbia) семейства Молочайные (Euphorbiaceae). Таксономическое название опубликовано немецкими ботаниками Манфредом Генрихом Кубиром и Клаусом Левейоганном в 1978 году.

## Распространение, описание
Узколокальный эндемик Балеарских островов (Испания). Известен с небольшого участка вдоль скалистого берега одного из островков Сес-Маргалидес, что неподалёку от Ибицы.
Хамефит либо нанофанерофит. Многолетний кустарник, реже — небольшое дерево; растёт на каменистых местах и в трещинах известняковых скал. Предпочитает хорошую освещённость и высокую температуру окружающей среды.

## Замечания по охране
Вид считается находящимся на грани исчезновения согласно данным Международного союза охраны природы. Всего было обнаружено около 200 экземпляров растения на единственном участке, и их число продолжает уменьшаться. Угрозы существованию вида являются естественными: засухи и риск распада скал. Контролировать популяцию растения довольно сложно из-за нестабильности и опасности скал, среди которых произрастает вид. Охраняется специальным указом местного правительства.